# 康斯坦丁鎮區 (密歇根州)
康斯坦丁鎮區（英語：Constantine Township）是位於美國密歇根州聖約瑟夫縣的一個行政鎮區。

## 地方資料
康斯坦丁鎮區的面積為92.30平方千米，當中陸地面積為89.50平方千米，而水域面積為2.80平方千米。根據2020年美國人口普查的數據，當地共有人口4037人，而人口密度為每平方千米43.74人。